# Jorge Alberto Salas
Jorge Alberto Salas Chávez (Avellaneda, 17 de julho de 1914 — 24 de junho de 1992) foi um velejador argentino, medalhista olímpico. Ele competiu nos Jogos Olímpicos de Verão de 1960 na classe Dragon e conquistou a medalha de prata, ao lado de Héctor Calegaris e Jorge Alberto del Río. 
Com Calegaris e del Río Salas, Salas Chávez já havia conquistado a medalha de ouro nos Jogos Pan-Americanos de Chicago em 1959. Ele disputou cinco Olimpíadas entre 1948 e 1972. Ele era sobrinho do velejador olímpico Julio Sieburger.